# Marketing bancário
O marketing bancário é um serviço especializado resultante das intensas transformações ocorridas no segmento bancário brasileiro nas últimas décadas, gerou grande volume de fusões e aquisições, caracterizam a entrada de diversos bancos estrangeiros.
Assim, com a competitividade ainda mais acirrada, as instituições financeiras do Brasil passaram a reconhecer a importância do relacionamento com os clientes como forma de fidelização. O segmento bancário foi um dos primeiros a notar a importância de um tratamento personalizado para os clientes, pela própria segmentação intrínseca à sua atividade, em função da renda, de clientes e outras variáveis.
O marketing bancário é um serviço especializado não só por pertencer ao setor terciário, mas também por apresentar características peculiares não encontradas em outras categorias de serviços.
O profissional de marketing, atuando em instituições financeiras, deve estar atento às
 características distintas presentes nas atividades bancárias, como:
- Regulamentação governamental limitando ou orientando a oferta de dinheiro, uma vez que as consequências de suas ações trazem implicações não somente setoriais como também políticas e sociais;
- Grau de conhecimento do cliente particular, em geral inadequado face ao aspecto abstrato de certos serviços bancários;
- Estabelecimento de relações permanentes e mais duradouras dos bancos com a clientela em relação a outros mercados.

A diferença consiste na habilidade da empresa em diferenciar da concorrência através de outros fatores, além do preço, o que só é possível, quando consegue ser singular em algo valioso pra o consumidor.
A estratégia de diferenciação proporciona isolamento contra a rivalidade competitiva, devido à lealdade dos consumidores para com a marca, e menor sensibilidade ao preço. É possível à empresa aumentar suas margens, criar uma barreira de entrada para os concorrentes, devido à fidelidade dos clientes e a supremacia na sua oferta. As empresas devem se concentrar em fatias de clientes e conhecê-los de forma individualizada para entender e atender suas exigências e demandas